# 文尼察布爾什維克起義
文尼察布尔什维克起义是1917年11月10日（10月28日）至11月12日（10月30日）十月革命期间布尔什维克在文尼察举行的一次武装起义。同一天，在文尼察苏维埃工人和士兵代表的布尔什维克的倡议下，成立了一个由当地布尔什维克领导人尼古拉·塔诺戈罗德斯基领导的革命委员会（revkom）。